# Амурское (Сахалинская область)
Аму́рское — село в Невельском городском округе Сахалинской области России.

## География
Село находится на берегу реки Амурская, на расстоянии 9 км от города Невельск, административного центра округа.

## История
До 1945 года принадлежало японскому губернаторству Карафуто и называлось Усинисава (яп. 牛荷沢). После передачи Южного Сахалина СССР селу 15 октября 1947 года переименовано, предположительно по просьбе колхозников-переселенцев из Амурской области. По другой версии, село названо по реке, которую назвали ещё русские первопроходцы в XVII веке (от эвенского Амар — «большая река»).

## Население
| 2002 | 2010 | 2013 | 2021 |
| ---- | ---- | ---- | ---- |
| 43   | ↘29  | ↘28  | ↘10  |

### Половой состав
Согласно результатам переписи 2002 года, в селе проживало 43 человека (25 мужчин и 18 женщин).

### Национальный состав
Согласно результатам переписи 2002 года, в национальной структуре населения русские составляли 89 % из 43 чел.

## Улицы
- ул. Амурская,
- ул. Набережная,
- ул. Пионерская.